# Musée archéologique et historique de Béruges
Das Musée archéologique et historique de Béruges ist ein historisches und archäologisches Museum in der westlich von Poitiers gelegenen Gemeinde Béruges im französischen Département Vienne.

## Ausstellung
Die Ursprünge des heutigen Museums reichen bis in die 1970er Jahre zurück. 1976 wurden in der Gemeinde die ersten Funde vom Ende der Jungsteinzeit gemacht. Ein Jahr später konstituierte sich der archäologische Verein der Amis de Béruges, der 1988 das Museum eröffnete. Im Sommer 2019 wurde die Ausstellung überarbeitet.
Das Museum befindet sich an der Place de l’Église neben der Église du Sacré-Cœur und in der Nähe der Mairie. Die Ausstellung ist in zwei Bereiche gegliedert: Der erste dient als Empfang, Wechselausstellungshalle und für museumspädagogische Aktivitäten. Der zweite Raum dokumentiert in chronologischer Abfolge die Zeugnisse des täglichen Lebens in Béruges von der Vorgeschichte bis zum Mittelalter.
Gezeigt werden die Themen:
- Prähistorie
- Ende des Neolithikums (ca. 2400 v. Chr.), Einrichtung eines bäuerlichen Dorfes
- Béruges und die Anfänge der Metallverarbeitung in der Bronzezeit und frühen Eisenzeit
- Beruges, ein von einem Murus Gallicus geschütztes oppidum picton
- Das Leben der Gallo-Römer rund um eine luxuriöse Villa
- Béruges und seine merowingische Nekropole
- Erinnerung an mittelalterliche Gebäude